# Kurheim Charlotte

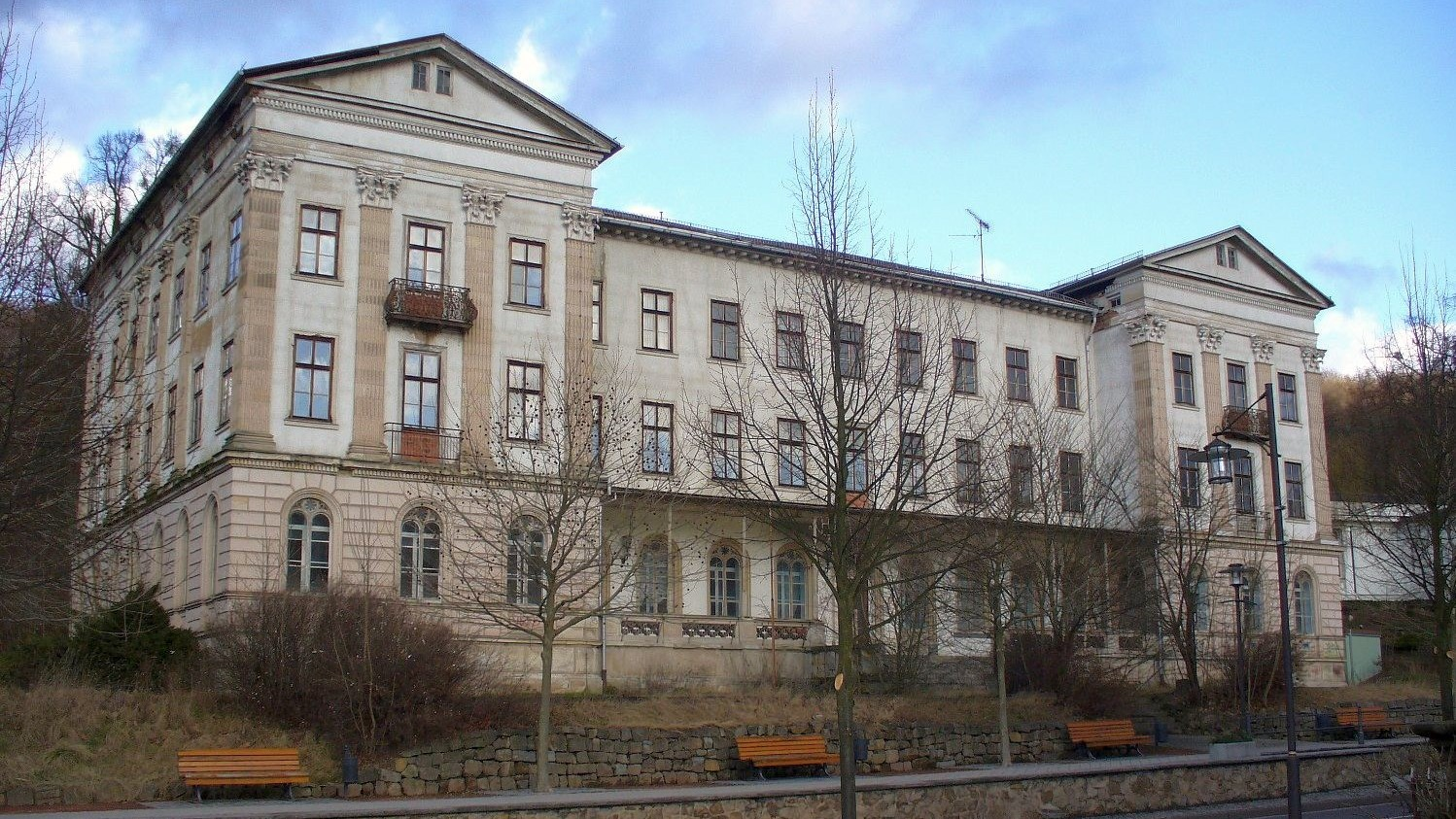
Leerstehendes Gebäude 2008

Das Kurheim Charlotte ist ein ehemaliges Hotel und Sanatorium im Kurviertel von Bad Liebenstein. Es wurde 1852 an der Herzog-Georg-Straße gegenüber dem Kurtheater als Hotel Müller errichtet. Während der beiden Weltkriege diente das Gebäude als Lazarett und später als Heilanstalt Albert Schweitzer. Seit 1995 war das unter Denkmalschutz stehende klassizistische Gebäude ungenutzt. 2020 wurde das nun baufällige Haus für eine denkmalgerechte Sanierung bis auf die Erdgeschosswände abgetragen. Einige historische Bauteile wurden gesichert, um das Gebäude originalgetreu neu aufbauen zu können.

## Geschichte
1852 ließ Frau Müller, die Witwe des Pächters vom damaligen Kurhaus, das Gebäude im Stil des Klassizismus errichten. Es wurde zunächst als Hotel genutzt und befand sich an der Kurpromenade von Bad Liebenstein. Architekt war vermutlich Ludwig Lange, August Wilhelm Döbner hatte die Bauleitung. Laut Meyers Reisehandbuch von 1864 war das Hotel Müller im Sommer für gewöhnlich ausgebucht und „das grossartigste und splendideste aller thüringer Gasthäuser“.

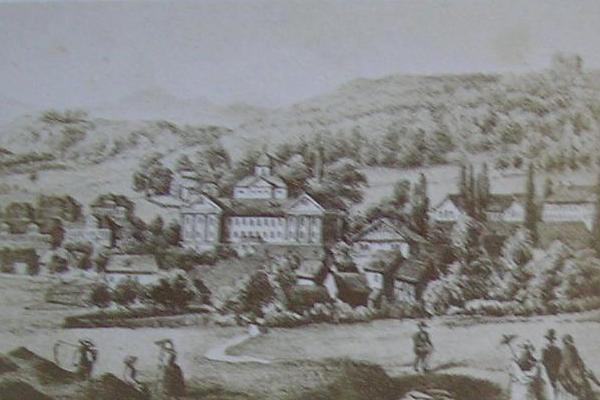
Vor 1892

1867 übernahm es der jüngste Sohn Gotthard Müller. Er war Hotelbesitzer, Violoncellist, ein „technisch vorgeschrittener  und taktsicherer Dilettant auf dem Cello im Solo- und Quartettspiel“ und ein „eifriger, ein gesundes Urteil besitzender Förderer der Musik überhaupt und der sie ausübenden musikalischen Lehrer Liebensteins und der Nachbarorte“. Sein Hotel, wo während der Badzeit Künstler wie Joseph Joachim, Ferdinand Hiller und andere namhafte Sänger, Violinisten und Pianisten wohnten, war Mittelpunkt von Musikveranstaltungen. Die Bewirtung war so gut, dass hochgestellte Persönlichkeiten, namentlich große Künstler wie Hans von Bülow, Anton Grigorjewitsch Rubinstein und andere darin verkehrten.
1880 verpachtete Gotthard Müller das Haus an den Hotelier Franz Schmidt, der es 1888 als Eigentum erwarb. Vermutlich zu dieser Zeit wurde es in Hotel Charlotte umbenannt. Es gab nunmehr 70 Fremdenzimmer.
Das Hotel ging 1913 in den Besitz von Maximilian Graf von Wiser über und wurde 1915 als Augenheilanstalt Charlotte (die 1920 einen eigenen Neubau bezog) und Lazarett eingerichtet.
Nach dem Ersten Weltkrieg pachtete Hermann Gruber 1919 das Gebäude und nutzte es wieder als Hotel Herzogin Charlotte, 1921 ging es in seinen Besitz über. Gruber war Gründungsmitglied der Liebensteiner Burggemeinde. Von 1939 bis 1945 wurde das Haus wie schon im Ersten Weltkrieg als Lazarett genutzt. 1945/1946 belegten es zunächst die amerikanische Militärregierung, gefolgt von der Sowjetischen Militäradministration. Hermann Grubers Tochter Else de Harde führte das Haus nach seinem Tod 1956 weiter. Es war Vertragsheim der Kurverwaltung. 1976 wurde es schließlich enteignet und vom Volksheilbad übernommen.
Nach Abschluss umfangreicher Sanierungsmaßnahmen im Kurheim Charlotte erfolgte am 30. Januar 1978 in Anwesenheit des stellvertretenden Ministers für Gesundheitswesen, Obermedizinalrat Dr. Erler, die feierliche Namensgebung „Albert Schweitzer“. Damit wurde die ursprünglich auf einen anderen Namen vorgesehene Umbenennung mit dem Hinweis der Anwesenheit Albert Schweitzers in Bad Liebenstein verändert.
Nach der Wende pachtete die m&i-Fachklinik das Gebäude bis zur Fertigstellung ihres Neubaus an der Kurpromenade. Dann gab es Bestrebungen, die Stadtverwaltung im ehemaligen Hotel unterzubringen, was aber scheiterte. Letzter bekannter Eigentümer war eine irische Immobiliengruppe, die jedoch kaum Investitionen durchführte.

## Sanierung ab 2020

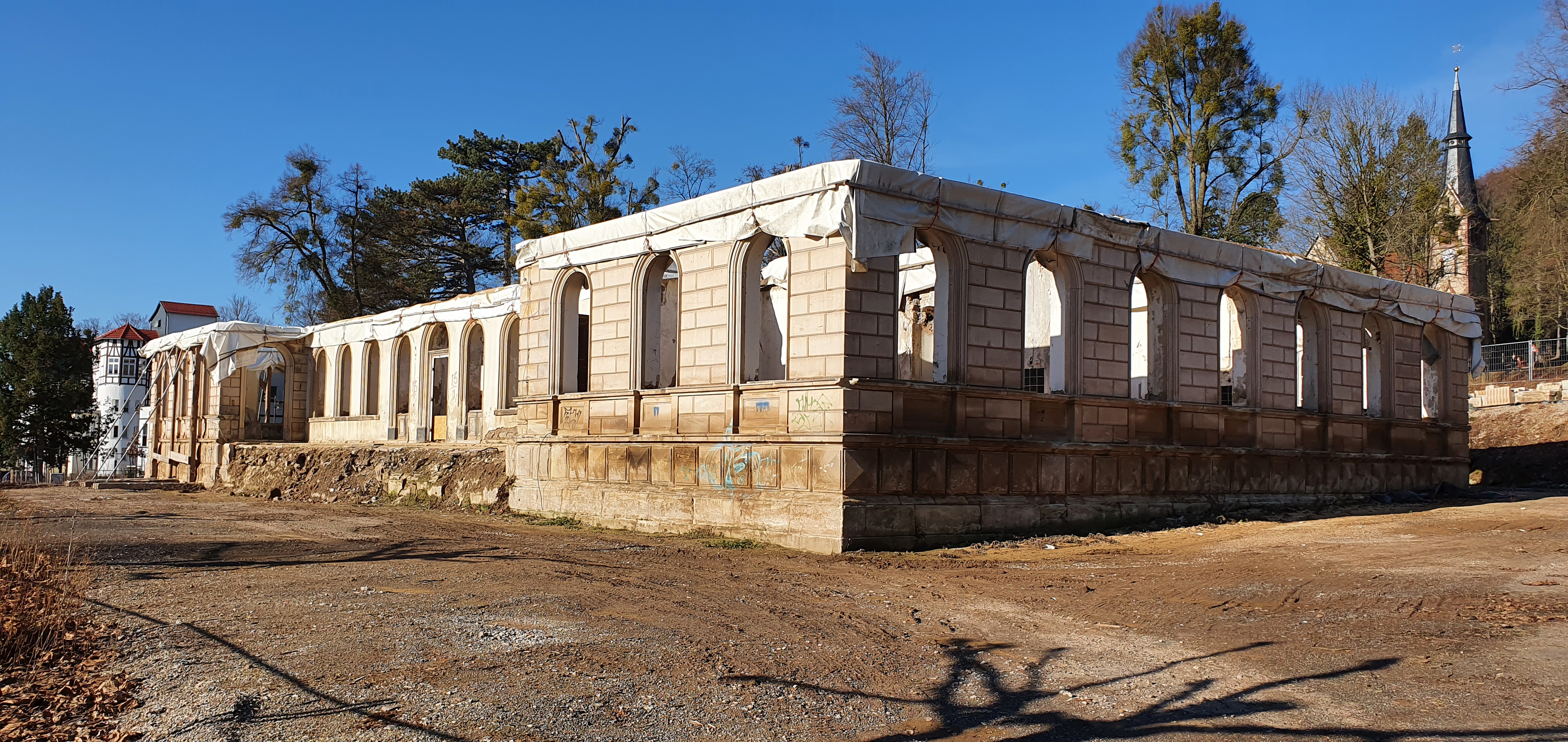
Entkerntes Sanatorium, 2021

Nachdem das Gebäude zwei Jahrzehnte leer stand, konnte die Stadt 2015 von ihrem Vorkaufsrecht Gebrauch machen und erwarb das ehemalige Hotel von der Eigentümergesellschaft. 2020 wurden die oberen Etagen im Rahmen des Denkmalschutzes abgetragen, da das dort verwendete Fachwerk nach Angaben des Bauherrn zu stark verwittert war. Die AWO wollte das Gebäude als Seniorenheim neu aufbauen, wobei das äußere Erscheinungsbild dem ursprünglichen Aussehen entsprechen soll. Auch nach einem Wechsel der Geschäftsführung der AWO wird an dem Projekt festgehalten. Im Dezember 2022 erfolgte der Verkauf an einen Bauträger, die AWO wird das fertige Objekt dann mieten.